# Kerstin Sundh
Kerstin Marie Sundh, född 14 januari 1912 i Ängelsberg, död 12 mars 2000 i Stockholm, var en svensk författare av barn- och ungdomslitteratur samt medlem av Svenska barnboksakademin (1989–1995).

## Biografi
Sundh var uppvuxen i Filipstad och det är också där de flesta av hennes böcker utspelar sig. Bland annat böckerna om Marie och serien om Miranda utspelar sig i 1920-talets Filipstad. Hon arbetade som kartriterska i 20 år och skrev bland annat noveller, sagor, skolradioprogram och barnteater innan hon debuterade med boken När Tomas flyttade 1967.
En annan stad som ofta är återkommande i Kerstin Sundhs böcker är Varberg. Där bor exempelvis Rosali, från Rosalis hus 1974. Kerstin Sundh utgår alltid från en bekant plats när hon skriver. Ofta skriver Kerstin Sundh i sina böcker om en biperson, som sedan får en egen bok. Maja uppträder först i böckerna om Rosali men beskrivs inifrån i Maja hänger med (1976). Uffe från Sommarn som kom av sig (1980) får en egen bok i Jag har redan en pappa! (1981). Jessika är ett mysterium i Det tummar jag på (1972), i Världens fulaste unge (1979) får man förklaringen.
Hon skrev även noveller för vuxna under pseudonym.
Kerstin Sundh var farmor till Modernistas grundare Lars Sundh. Hon är begravd på Bromma kyrkogård.